# Iglesia de San Francisco (Quito)
La Iglesia de San Francisco es una basílica católica que se levanta en medio del centro histórico de Quito, frente a la plaza del mismo nombre. La estructura es el conjunto arquitectónico de mayor dimensión dentro de los centros históricos de toda América, y por ello es conocido como "el Escorial del Nuevo Mundo". San Francisco es considerada una joya de la arquitectura continental por su mezcla de diferentes estilos combinados a lo largo de más de 150 años de construcción.
Sobre sus tres hectáreas y media de superficie se han construido trece claustros (seis de ellos de gran magnitud), tres iglesias, un gran Atrio, sumando aproximadamente cuarenta mil metros cuadrados de edificación. Allí se desarrollan múltiples actividades en la actualidad: las conventuales y religiosas, de atención pública en las áreas de salud, de comunicación, educativas y otras de corte popular que mantienen activo al edificio.
Dentro de la iglesia se encuentran más de 3.500 obras de arte colonial, de múltiples manifestaciones artísticas y variadas técnicas, especialmente aquellas correspondientes a la Escuela Quiteña de arte, que nació precisamente en este lugar. Posee también una biblioteca franciscana, descrita en el siglo XVII como la mejor del Virreinato del Perú.
Al conjunto le precede una plaza homónima que durante años abasteció a la ciudad de agua de su fuente central, y que ha funcionado como mercado popular, como espacio de concentraciones militares y políticas, y como lugar de encuentro y recreación social. La escalera cóncavo-convexa que comunica la plaza con el Atrio, que resalta la fachada manierista-barroca del templo mayor, es considerada de gran importancia arquitectónica en América.

## Historia

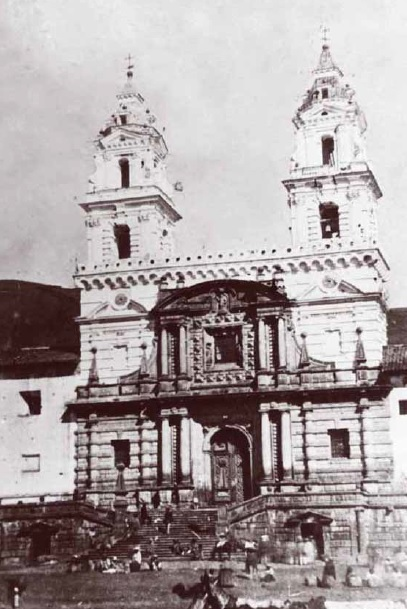
Iglesia de San Francisco, meses antes del terremoto de 1868 que haría venir sus torres abajo.

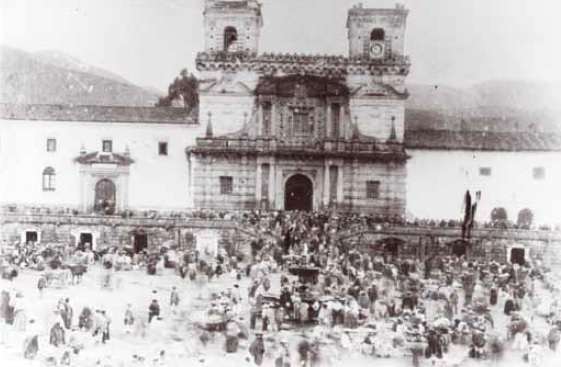
Iglesia y Plaza de San Francisco en un día de mercado de domingo (1870).

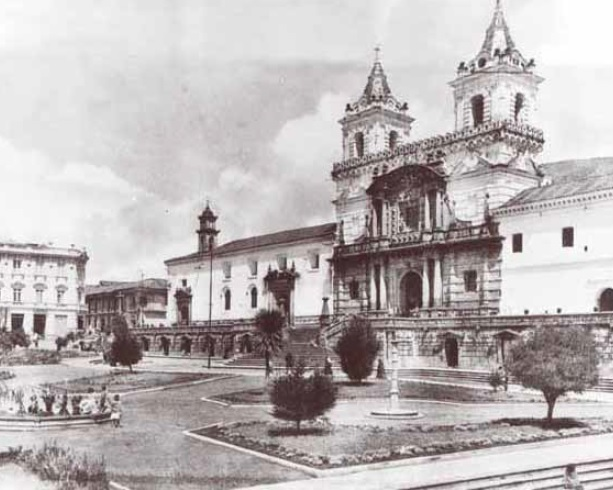
Iglesia y Plaza de San Francisco, con la plaza ajardinada al estilo francés (1920).

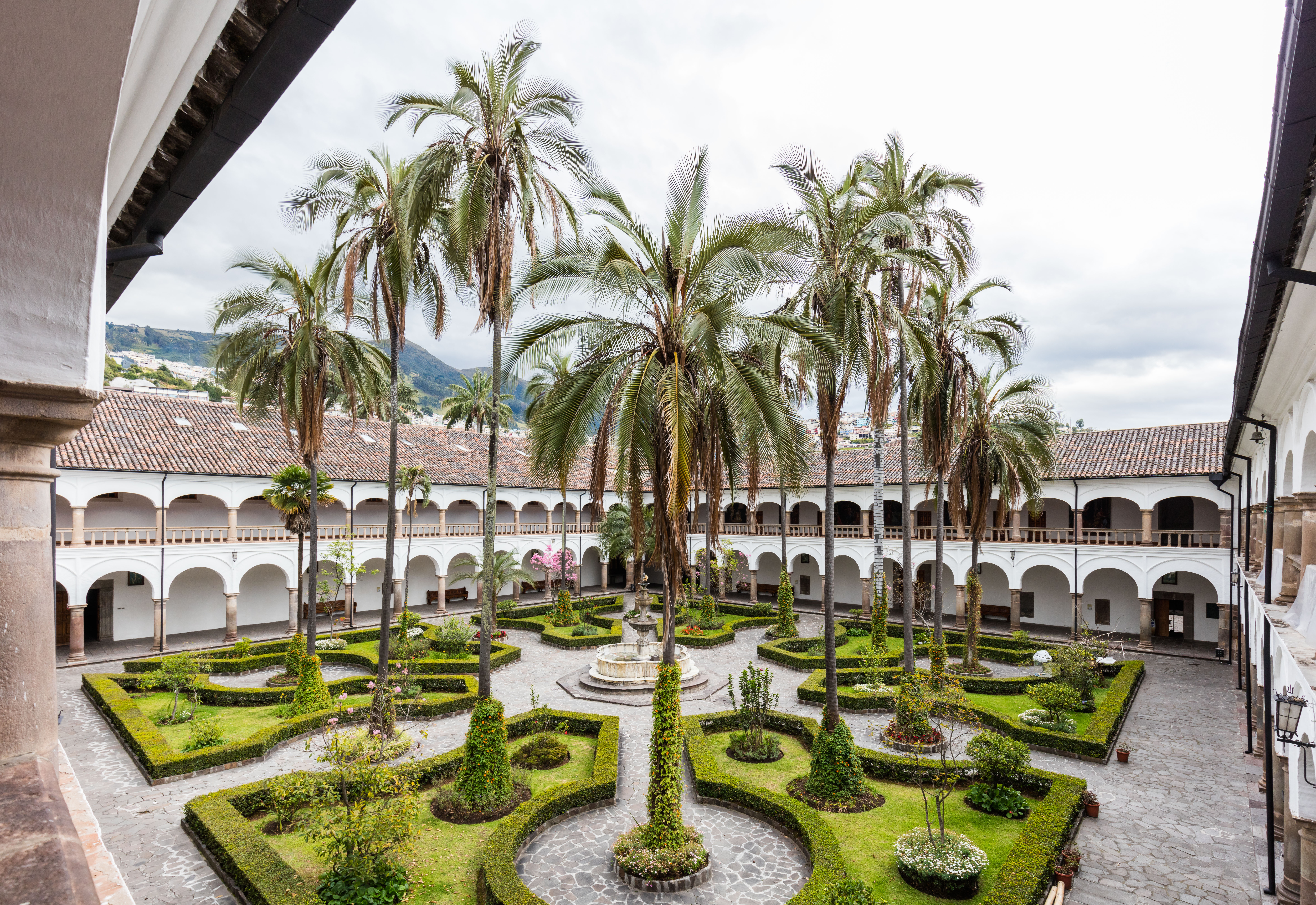
Jardín del Claustro Principal del Convento.

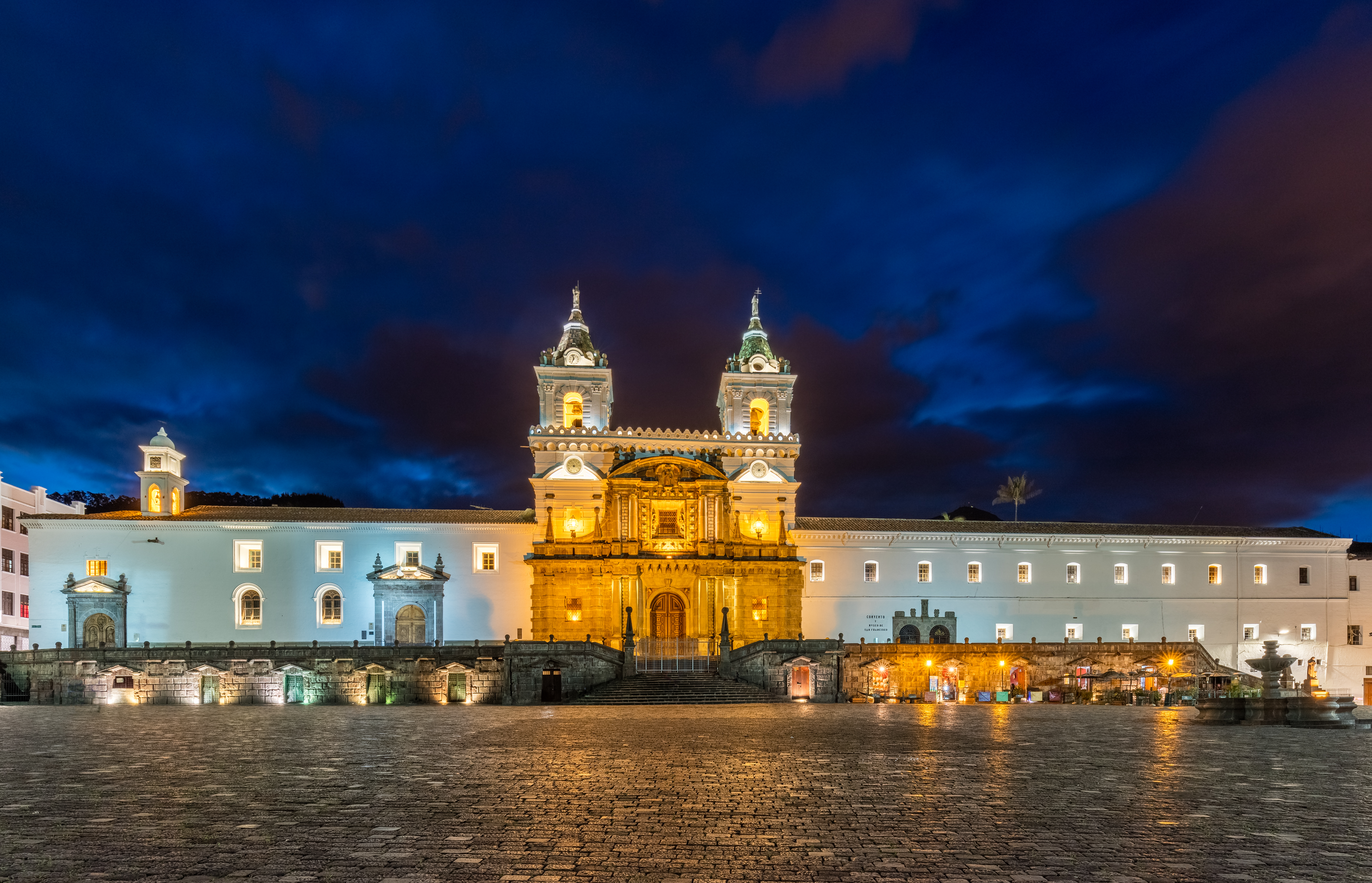
Iglesia de San Francisco en la noche.

En el Quito prehispánico los actuales terrenos de la Iglesia y Convento de San Francisco fueron ocupados por el palacio real del Inca Huayna Cápac,  ante el avance de los ejércitos comandados por los españoles desde el sur y la imposibilidad de defender la ciudad el general indígena Rumiñahui dispuso la destrucción total de la misma. En el incendio de la ciudad el palacio fue destruido y sepultado bajo una enorme cantidad de escombros y basura. Uno de los soldados de Rumiñahui fue el bisabuelo del indígena Cantuña, el cual como testigo ocular de los sucesos tenía pleno conocimiento de lo que se hallaba enterrado en el lugar. La iglesia y convento franciscanos fueron fundados con el título de San Pablo Apóstol a 25 de enero de 1535; la terminación de un templo provisional se daría apenas dos años después de la fundación española de la ciudad. Éste se mantuvo hasta 1550, cuando se inició la construcción del edificio actual y que fue culminado hacia 1680. Aunque el edificio fue oficialmente inaugurado en el año 1705.

### Los terrenos
Con el apoyo de la congregación franciscana europea, los clérigos belgas Jodoco Ricke y Pedro Gosseal, quienes llegaron a la ciudad dos años después de su fundación, lograron adquirir unos terrenos al costado suroeste de la Plaza Mayor, en el mismo lugar donde un día estuvieron los asientos militares de los jefes de las tropas imperiales: Calicuchima y Quisquís. Es decir, el lugar tenía un enorme significado histórico y estratégico para el pueblo indígena que los franciscanos deseaban evangelizar. La tesis del lugar como centro de las culturas inca y caranqui se vio reforzada tras los estudios arqueológicos realizados en el templo con motivo de su renovación, entre 1983 y 1990, en los que se encontraron piezas de cerámica importantes, pertenecientes a aquellas culturas prehispánicas (y también panzaleas) bajo la nave, los claustros, la huerta, el atrio y la plaza.
El Cabildo de recién creada villa de San Francisco de Quito, en virtud del ordenamiento físico de la ciudad, en principio señaló a los franciscanos un área de terreno que equivalía a dos manzanas, cada una de 220 pies de longitud. Sin embargo en 1538, tras adjudicaciones sucesivas del mismo Cabildo, alcanzó una superficie de más de tres hectáreas. En 1533, sus límites, tanto al norte como al sur, coincidían con los de la Plaza de San Francisco, con lo que el solar quedaba frente con frente a la Plaza, sin excederse a ninguno de sus costados (hacia el occidente debió llegar hasta el actual coristado).
Cuando en 1537 fray Jodoco Ricke solicitó al Cabildo la entrega, por un lado, de unas tierras para los indios yanaconas que servían al Convento y, por otro lado, un pedazo más de tierra para éste, que se deduce que iba desde el coristado hasta la actual calle Imbabura. En 1538 el solar se extendió hacia el norte; es decir, desde el Claustro Principal hasta las actuales dependencias de la Policía; en esta ocasión, fray Pedro Gosseal solicitó a los «señores del Cabildo le hagan merced de un pedazo de tierra para huerta para metello (por meterlo) en la casa de san francisco porque haze un giron la tierra e porque vaya derecho». Una calle de oriente a occidente, que conservaba el ritmo de la cuadrícula de damero y prolongación de la actual calle Sucre, dividía el Convento de la huerta; esta calle debió haberse cerrado definitivamente a mediados del siglo XVII, a propósito de la construcción de los dos Claustros contiguos al Principal.

### Construcción

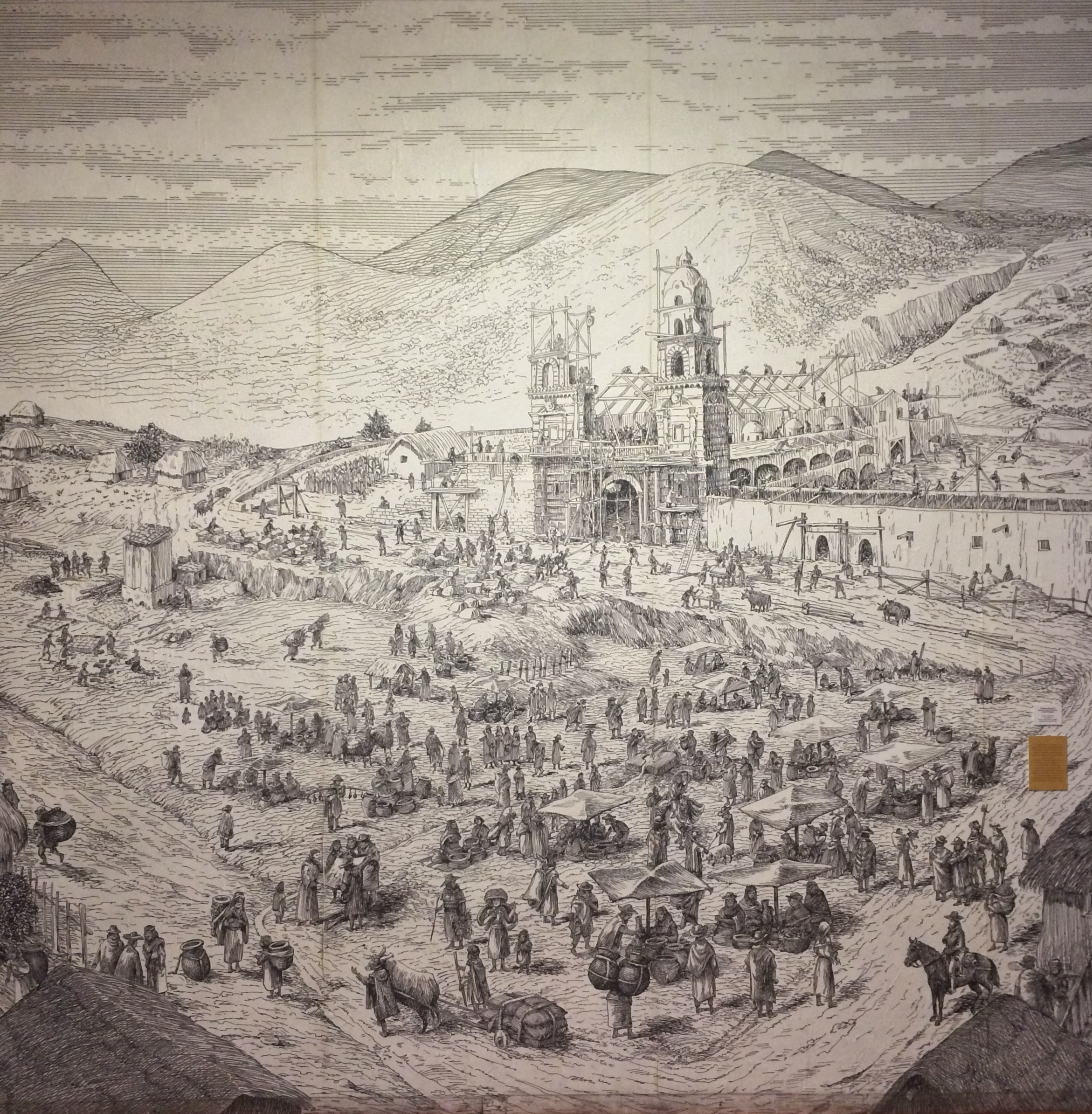
Construcción de la Iglesia de San Francisco y feria indígena. Panel del Museo de la Ciudad, Quito.

«Con todo lo que he invertido en su iglesia, y en las torres que sobresalen en la ciudad, debería verlas desde aquí» fue la primera expresión de Carlos V, Rey de España, para hablar del conjunto monacal y clerical de San Francisco que estaba financiando en la novel villa de Quito, en tierras del Nuevo Mundo. Inmediatamente después, en tono muy orgulloso, declaró aquella célebre frase de que en sus imperios jamás se ponía el sol.

#### Primera etapa
Esta etapa comprende un período de quince años: entre 1535, con la construcción de la iglesia y residencia provisional de los religiosos, y mediados de la década de 1650, con la construcción de la casi docena de claustros adyacentes al principal. Este es considerado el periodo constructivo más importante del complejo.
Se desconoce quiénes levantaron los planos originales del complejo, aunque esto no sirve 
la hipótesis más aceptada es que fueron enviados desde España, y Cantuña los dirigió a la construcción, basados en el estudio topográfico de Ricke y Gosseal. Puede también suponerse perfectamente que vinieron de España arquitectos para la construcción del monasterio franciscano, arquitectos que conociendo prácticamente el terreno, supieron aprovechar de su inclinación, para el trazo y ejecución de aquella admirable grada y hermoso pretil, sobre el cual, se ostenta la artística y severa fachada de la iglesia. Aunque también hay quienes apoyan la teoría de que fueron Ricke y Gosseal quienes hicieron todo el trabajo desde el inicio al final.
Sin embargo se conserva el nombre de fray Antonio Rodríguez, natural de Quito, y gran arquitecto que floreció a mediados del siglo XVII, como autor que fue de una gran parte del convento y de otra joya de la arquitectura colonial quiteña: el templo del Monasterio de Santa Clara. Se conserva también, entre los papeles del archivo del convento, una memoria manuscrita de 1632 en la que se habla de Jorge de la Cruz y su hijo Francisco, que trabajaron en la construcción del templo durante la primera época, es decir, la de fray Jodoco Ricke; por cuyos servicios éste les dio, de acuerdo con el cabildo, unos terrenos de las canteras para arriba hacia el Pichincha. En dicha Memoria se especifican algunas de las obras que aquellos obreros trabajaron: «(...) por paga de la hechura de esta iglesia y capilla mayor y coro de San Francisco, porque el convento no tiene con qué pagarles se les da posesión legal de los terrenos sobre las canteras y hacia la montaña del Pichincha(...)».

#### Segunda etapa
Corresponde a la ornamentación interna y complementación arquitectónica menor, y abarca el período comprendido entre 1651 y 1755. Durante estos años el auge y consolidación de la Orden se reflejó en el aumento de los bienes artísticos del Convento máximo. Su esplendor, sin embargo, se vio seriamente afectado a consecuencia del terremoto de 1755 que, entre otras cosas, destruyó el artesonado
mudéjar de la nave principal de la iglesia.

### Reconstrucciones y adecuaciones
Tanto el templo como las capillas y los varios claustros del Convento sufrieron varios cambios a partir de mediados del siglo XVIII, sobre todo por los varios terremotos que debió enfrentar. Estas etapas podrían estar consideradas dentro del proceso constructivo.

#### Tercera etapa
Esta corresponde a un período de reconstrucción arquitectónica que se dio entre los años 1756 y 1809. A pesar de la secularización de las doctrinas, que provocó una considerable disminución de los fondos de la Provincia de Quito, los franciscanos dedicaron un enorme esfuerzo a la reconstrucción de las dependencias conventuales. A propósito de esto se produjo una redefinición estética del interior de la iglesia, al colocar en la nave principal un artesonado de factura barroca que no atentó contra la armonía estética de todo el conjunto.

#### Cuarta etapa
Esta etapa corresponde a la crisis institucional de la Orden franciscana y la consecuente extirpación de espacios que sufrió el Convento entre 1810 y 1894. Una profunda crisis de valores atravesó la Orden durante estos años; los franciscanos se vieron forzados a ceder
grandes áreas del Convento máximo, lo que provocó la desestructuración funcional de estas. Sin embargo, en las áreas que se mantuvieron bajo su control persisten las formas tradicionales de organización.

#### Etapa moderna
A partir del año 1895 y hasta 1960 se produce un nuevo uso de espacios y llega la modernidad al conjunto. Pese a que San Francisco ha
conservado casi inalterablemente su estructura física, en esta etapa ocurrieron cambios vinculados a la aplicación y uso de nuevas técnicas y materiales de construcción al momento de las intervenciones. Debido a la modernización de la infraestructura urbana de la ciudad, las instalaciones conventuales se beneficiaron de los servicios de luz eléctrica, agua potable, alcantarillado y teléfono.
Por otro lado, con la instalación de nuevas dependencias (museo, imprenta, teatro, radio, establecimiento privado de educación) se produjo una readecuación funcional de su estructura espacial que, paulatinamente, se fue haciendo más pública.

## Arquitectura

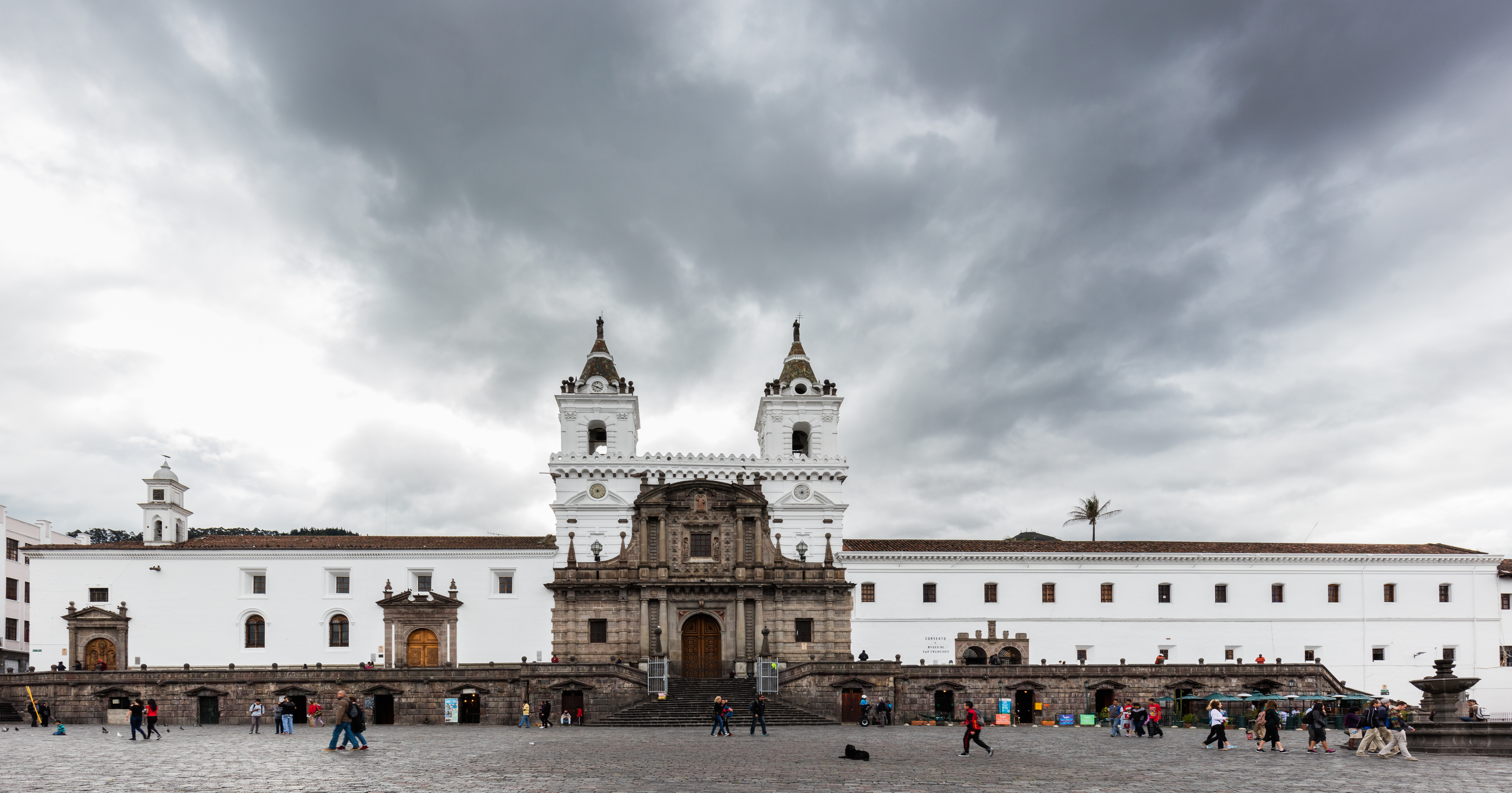
Panorámica de la plaza y la iglesia.

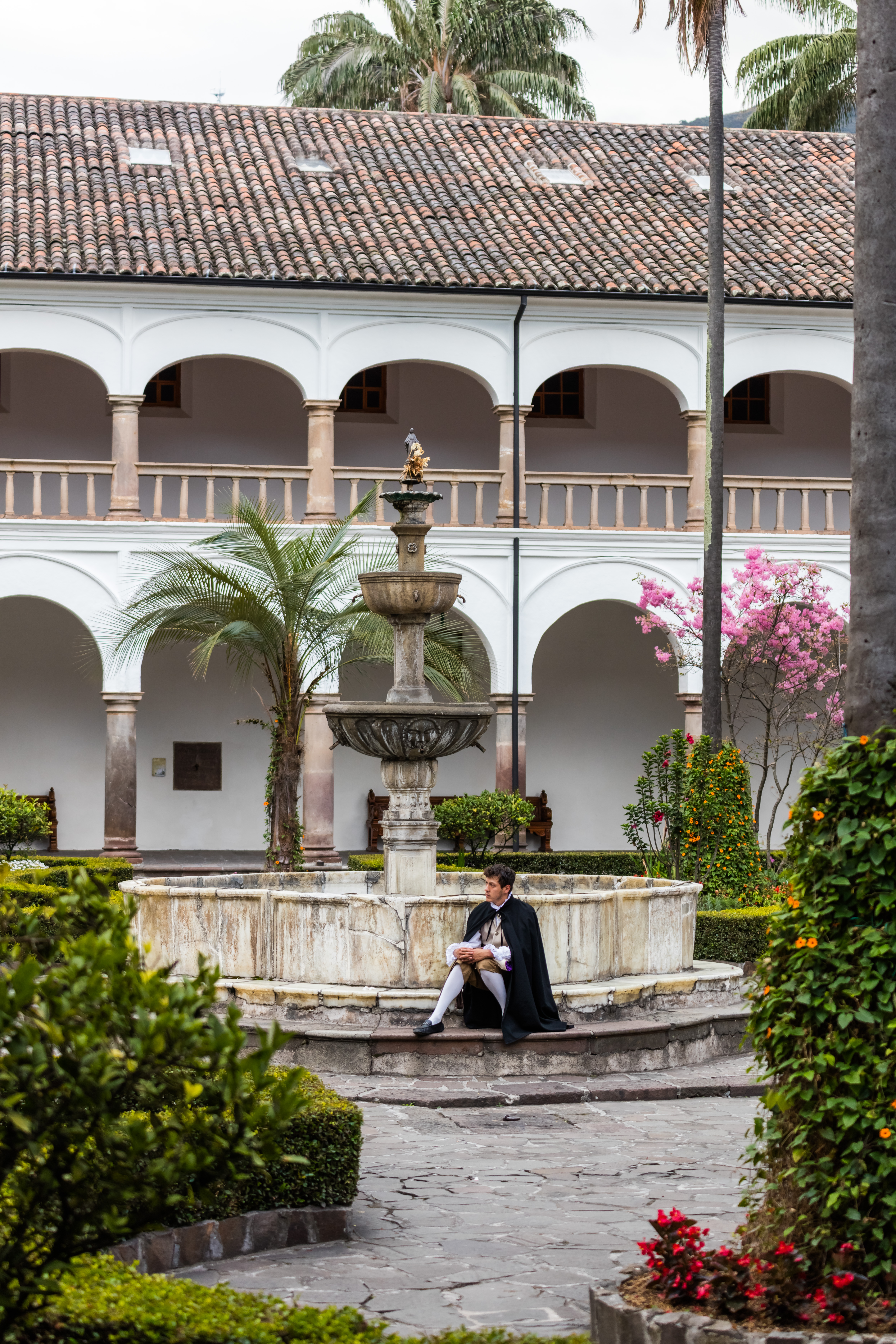
Patio del Museo.

Si se hace un análisis puntual de su ambiente arquitectónico, se va a notar que en San Francisco pervivió la tipología clásica de los monasterios medievales. En esto la distribución espacial partía de la iglesia, su eje rector, y desde allí se abrían las galerías claustrales en donde normalmente se distribuían las celdas, el refectorio, la sala capitular, la bodega y el locutorio. La forma definitiva era el patio cuadrangular, con sus respectivas cuatro pandas o galerías; contribuyendo, las principales, a denominar su panda respectiva: panda de la sala capitular, panda del refectorio, panda de conversos, panda del mandatum.
La iglesia, en el caso de San Francisco, constituye igualmente el centro de ese orden. A partir de ella se proyectan las cuatro galerías claustrales, todas del mismo tamaño, en las que se han conservado por lo menos dos elementos de los monasterios de la Edad Media: el refectorio y el dormitorio. Sin embargo, no se ha destinado ninguna panda a la sala capitular, que en San Francisco nunca existió. En realidad no se puede conocer con exactitud qué otras dependencias se distribuyeron alrededor de las cuatro crujías claustrales y dónde estuvieron localizadas, sin embargo, y de acuerdo a fray Fernando de Cozar, para época más tardía (1647) en el Claustro estaban la Sala De Profundis, el Refectorio, la Biblioteca junto a las aulas de arte y teología, la Portería y una pequeña iglesia con sacristía. La galería adyacente de la iglesia, el mandatum, debió haber tenido bancas para lectura en atención a las normas antiguas de organización espacial.
Pero igualmente, la compleja red de dependencias que se organizó a su interior recreó un microcosmos propio y autosuficiente, similar al de los monasterios medievales. Como en estos, en San Francisco, a más de las dependencias básicas tenemos las dedicadas a salud, educación, oficios, huerta e inclusive una cárcel (para mantener la estricta disciplina conventual). La cocina, la enfermería y la botica funcionaban en el Claustro de Servicios.

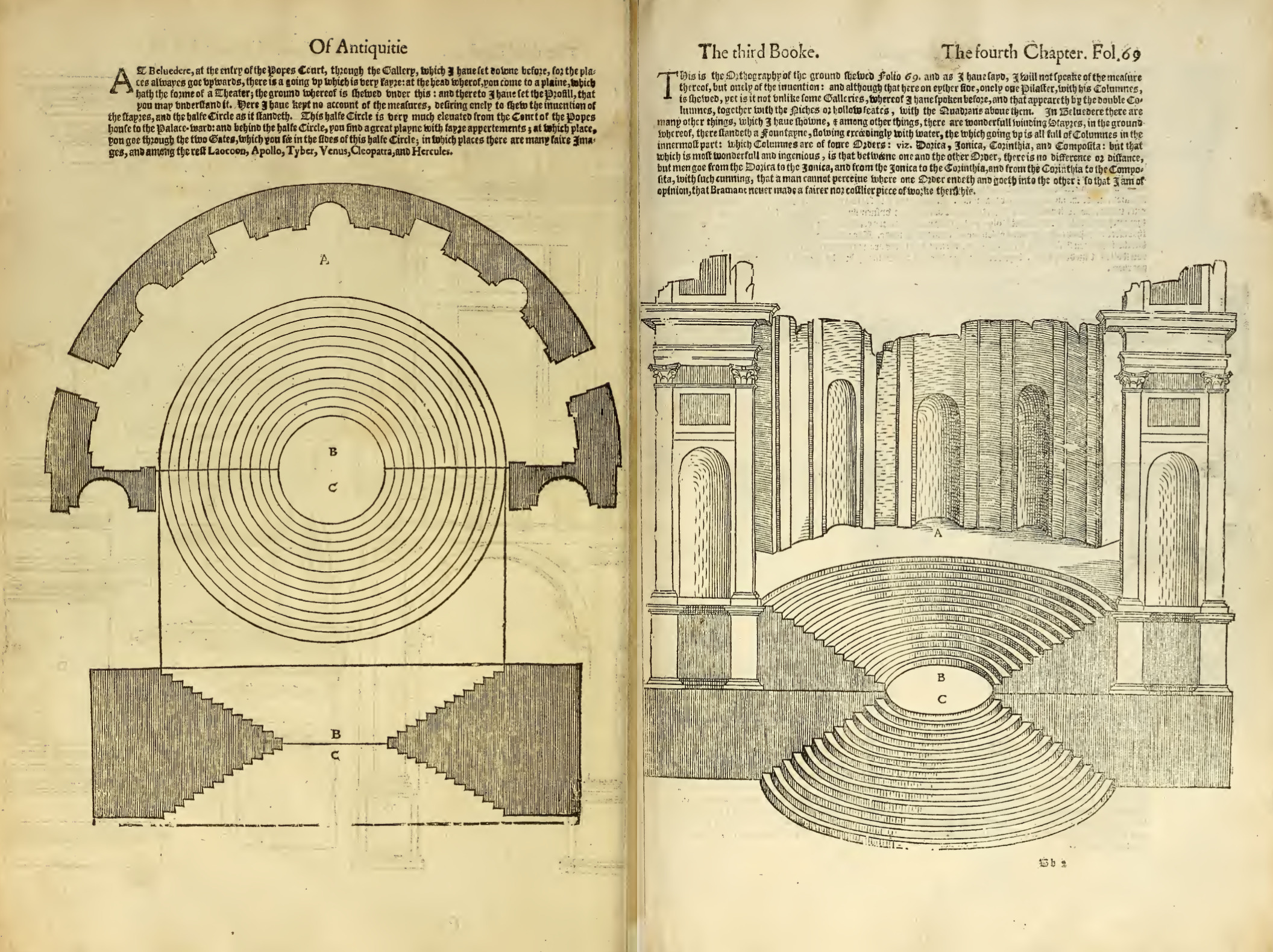
Escaleras cóncavas-convexas diseñadas por Bramante para su proyecto del Cortile del Belvedere. Recogidas en el tratado de Los siete libros de la arquitectura de Sebastiano Serlio, libro III, fol. 69 en esta traducción inglesa de 1611.

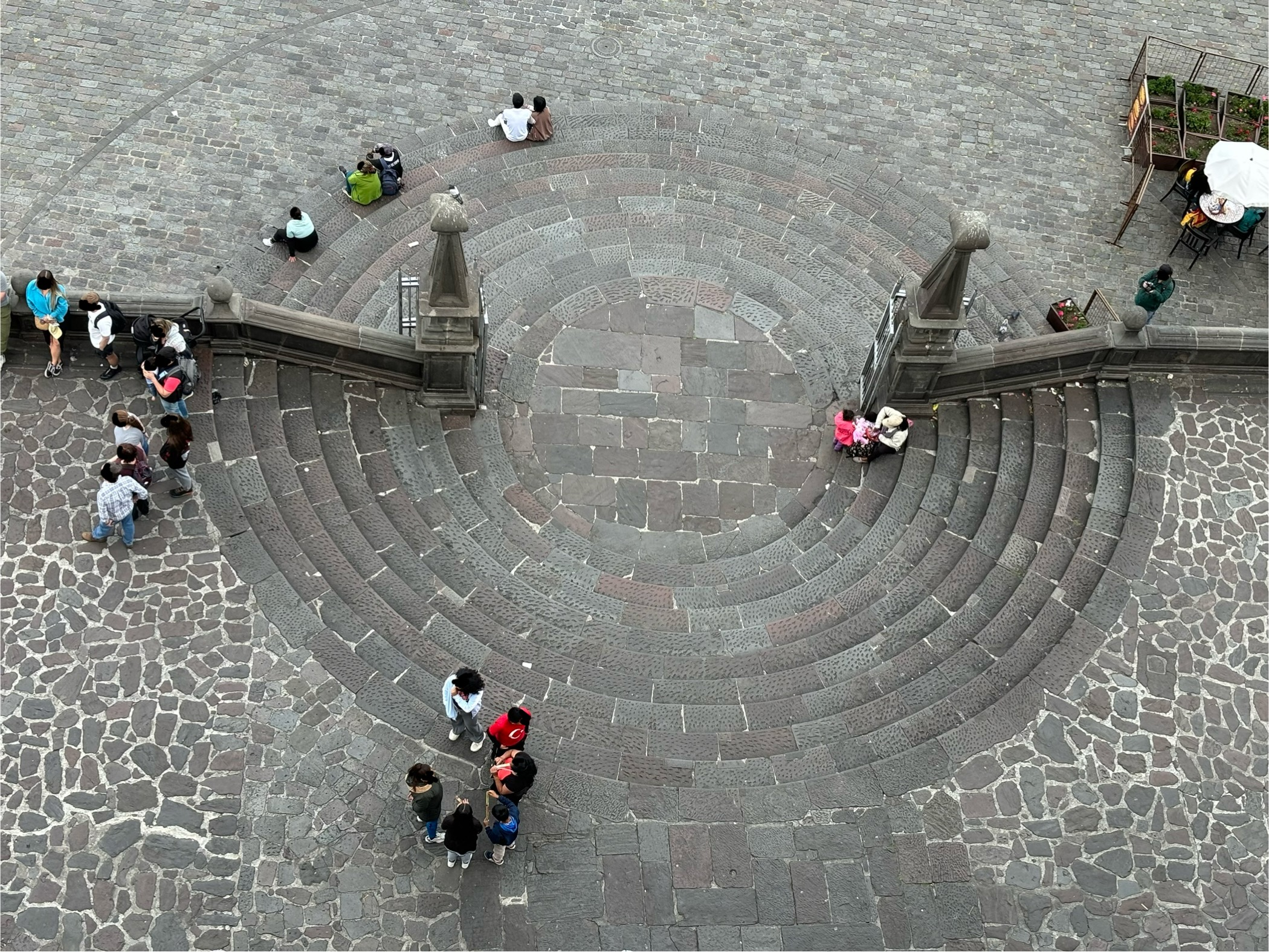
Escaleras cóncavas-convexas, vista aérea. Portada principal de la iglesia.

El conjunto arquitectónico de San Francisco de Quito estuvo necesariamente ligado a su entorno urbano. Existen tres espacios que definieron las relaciones con el mundo exterior:
- La plaza, que era un espacio netamente urbano, perfectamente demarcado, que conectó a través de varias actividades (tianguez, doctrina, mercado, abastecimiento de agua) a los religiosos y a los civiles.
- El Atrio, que fue el que sin dejar de cumplir funciones urbanas, tuvo características mucho más sagradas que la plaza. Este, al menos durante los siglos XVI y XVII, fue lugar de enterramiento del común del pueblo. Este espacio está precedido por una escalera mitad cóncava y mitad convexa, inspirada en un diseño de Bramante.[14][15][16][17] por medio de las traducciones españolas del tratado de Sebastiano Serlio Tercero y cuarto libro de arquitectura[15][16]
- La iglesia y capillas, que eran lugares propiamente sagrados.

### Estilo

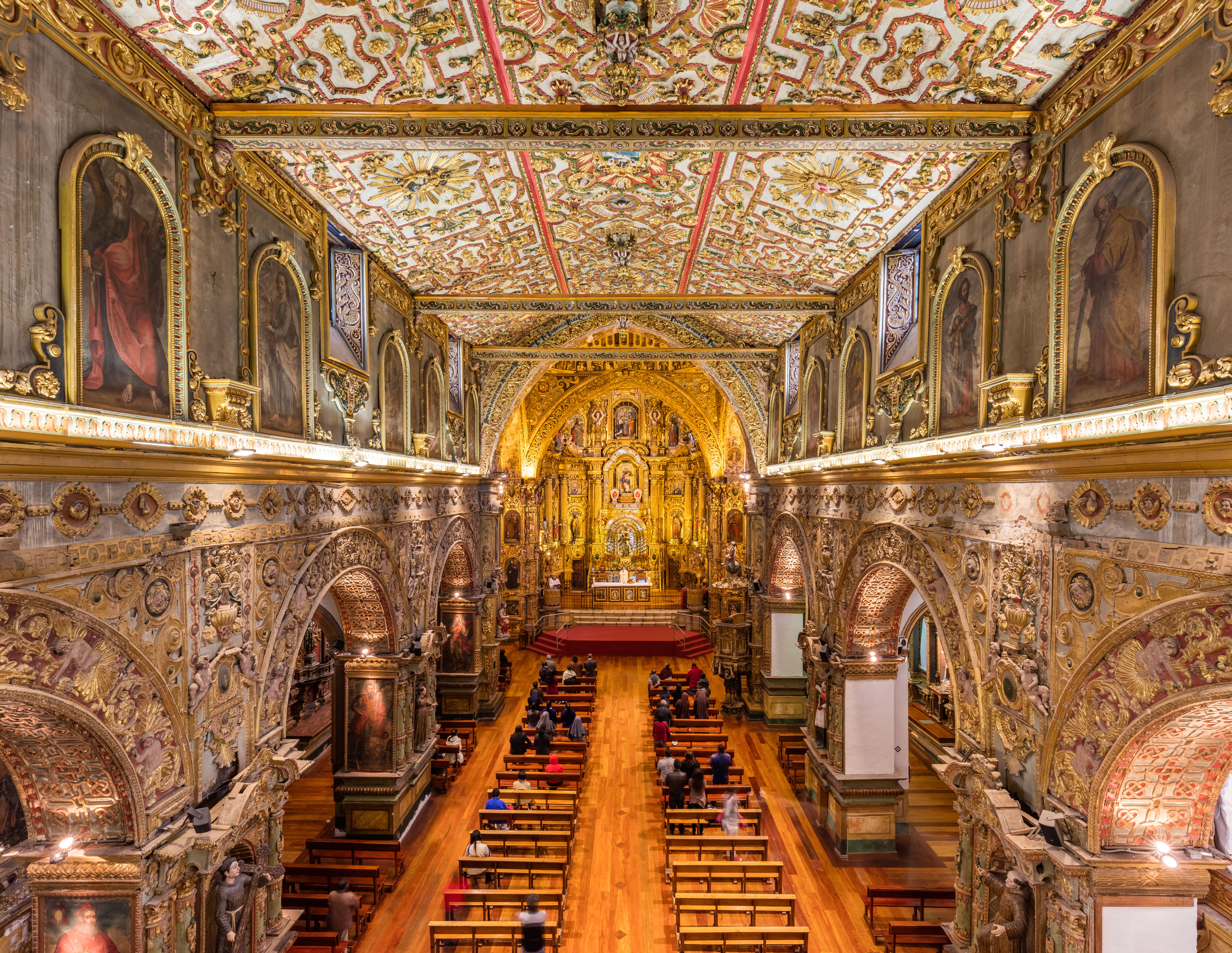
Nave central, vista desde el Coro.

Los planos originales del templo fueron sometidos a diversos cambios a lo largo de los casi 150 años que demoró su construcción. Muchas veces estos cambios fueron "violentos y equivocados" a causa de los daños causados por terremotos y la evolución del arte y la cultura hasta alcanzar finalmente la forma casi ecléctica con la que la conocemos hoy en día; es por ello que San Francisco es uno de los monumentos de mayor importancia dentro de la arquitectura americana.
La fachada del templo refleja la presencia temprana, y por primera vez en América del Sur, de elementos manieristas, lo que lo convirtió en un punto de referencia de este estilo en el continente. La severidad renacentista y el manierismo exteriores contrastan con la decoración interna de la iglesia, en la que se mezclan el mudéjar y el barroco bañados por pan de oro para dar un esplendor inusual,
En sus tres naves, San Francisco devela artesonados moriscos con lazos mudéjares, retablos profusamente decorados y columnas de diversos estilos. En el coro, la decoración mudéjar, original de finales del siglo XVI, se conserva íntegra porque la nave central se vio abajo con un terremoto y fue reemplazado por un artesonado barroco en 1770. Cielos mudéjares en los extremos, barrocos en la nave central, retablos llenos de imágenes, mascarones y querubines mirando al centro del Altar Mayor.
El complejo se completa con el Convento, en el que destaca la belleza arquitectónica del claustro principal, dispuesto alrededor del inmenso patio, en dos galerías superpuestas.

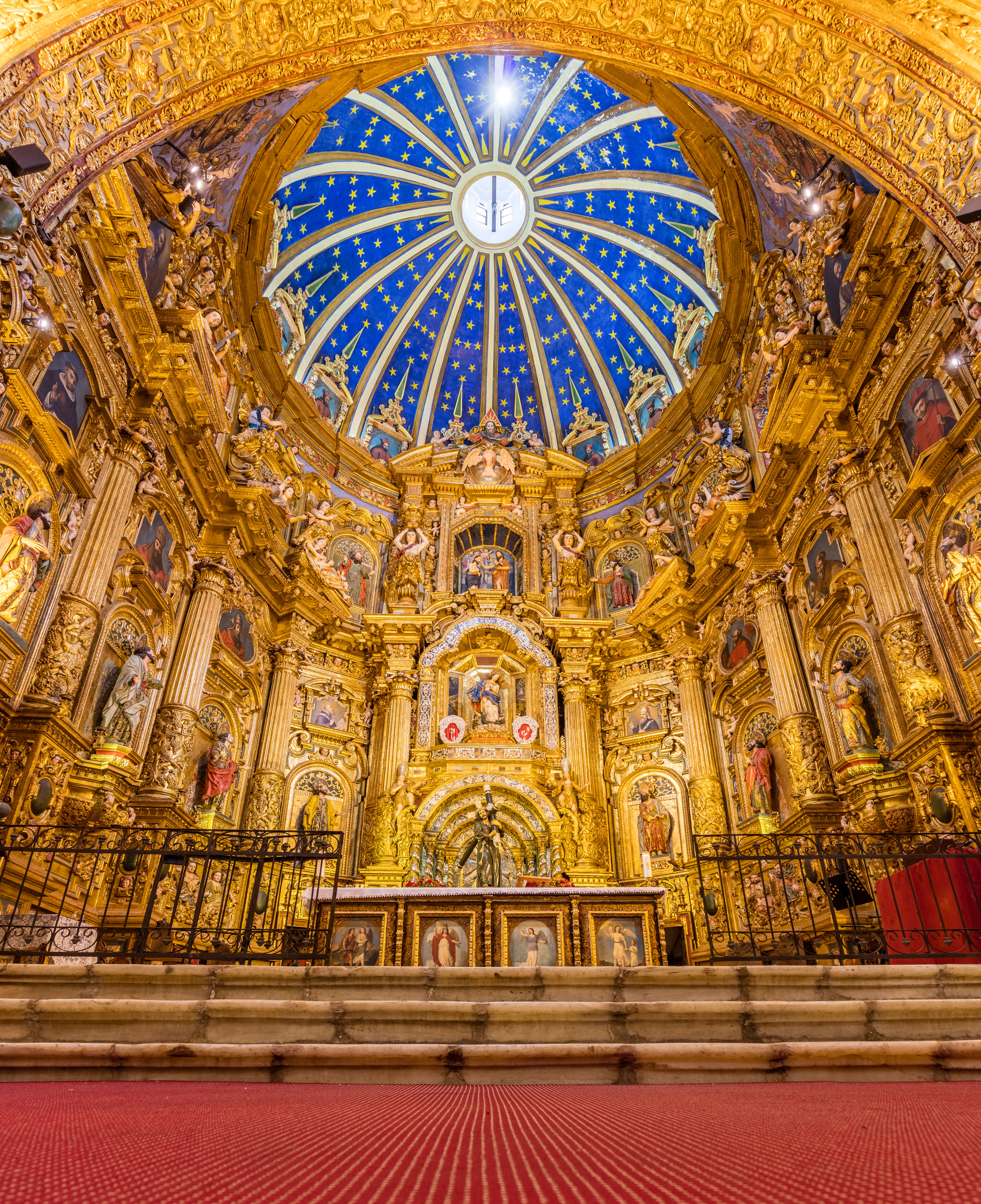
Altar mayor de la iglesia.
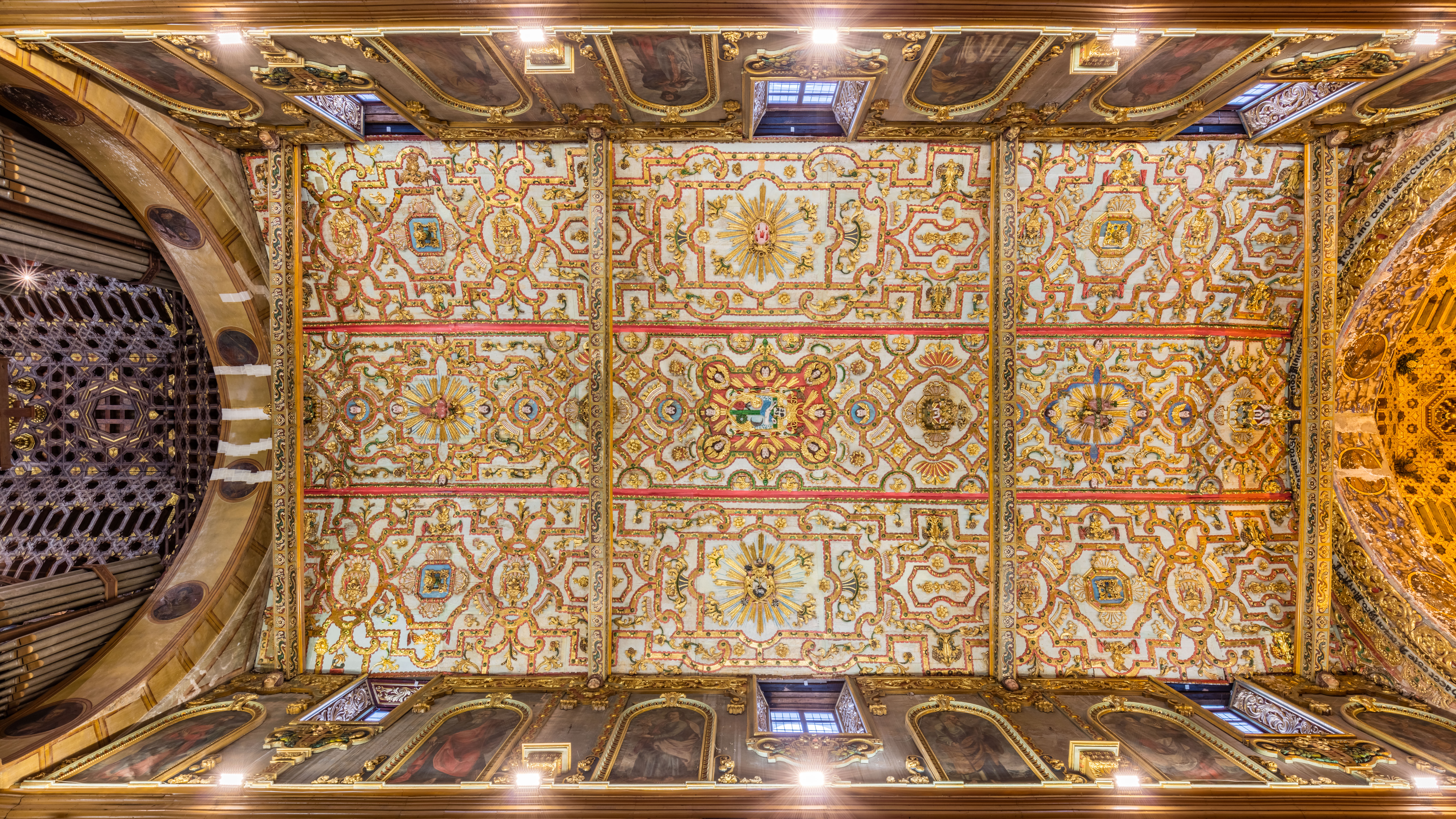
Detalle del techo.
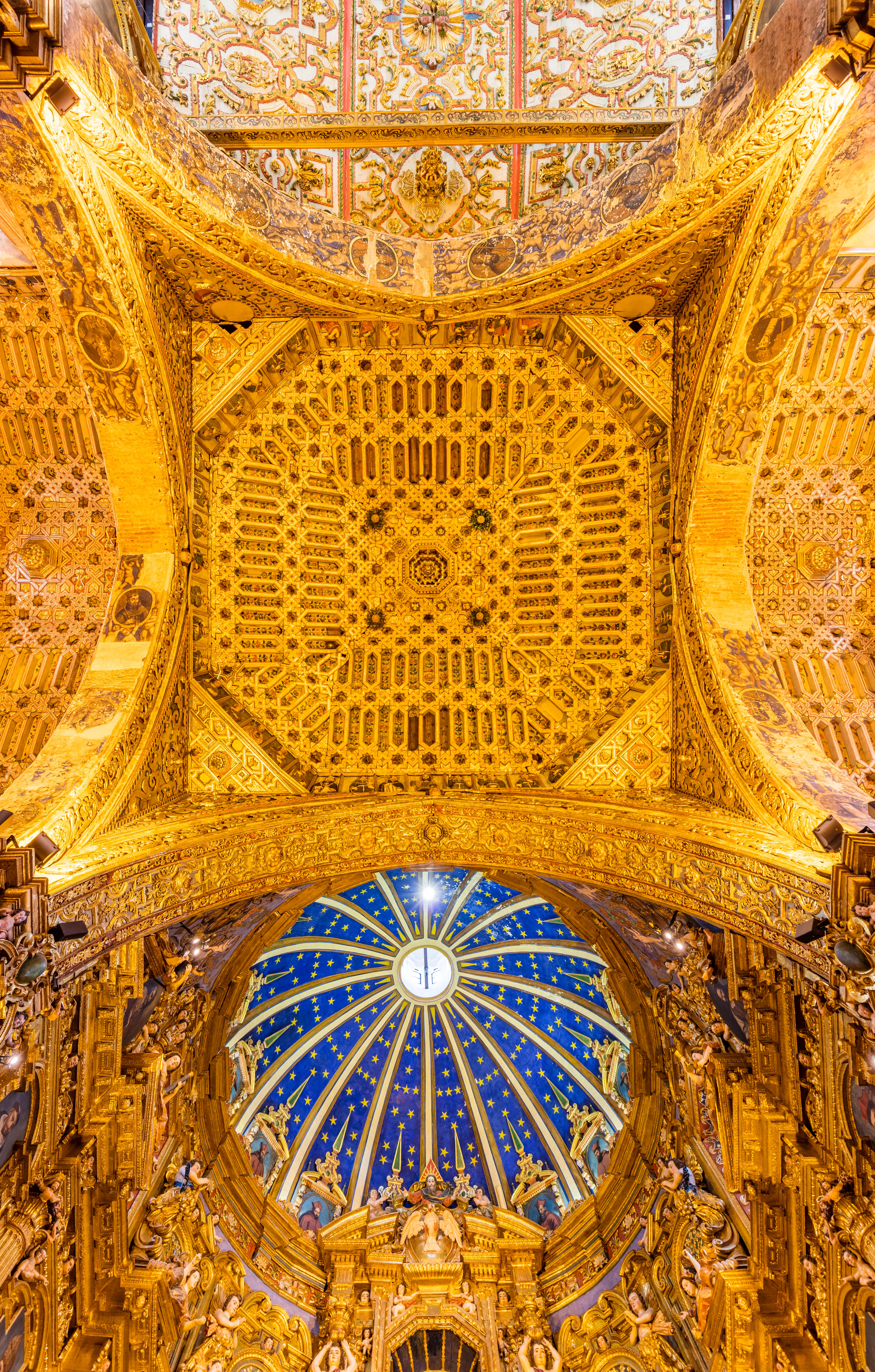
Vista interior de las cúpulas del templo.
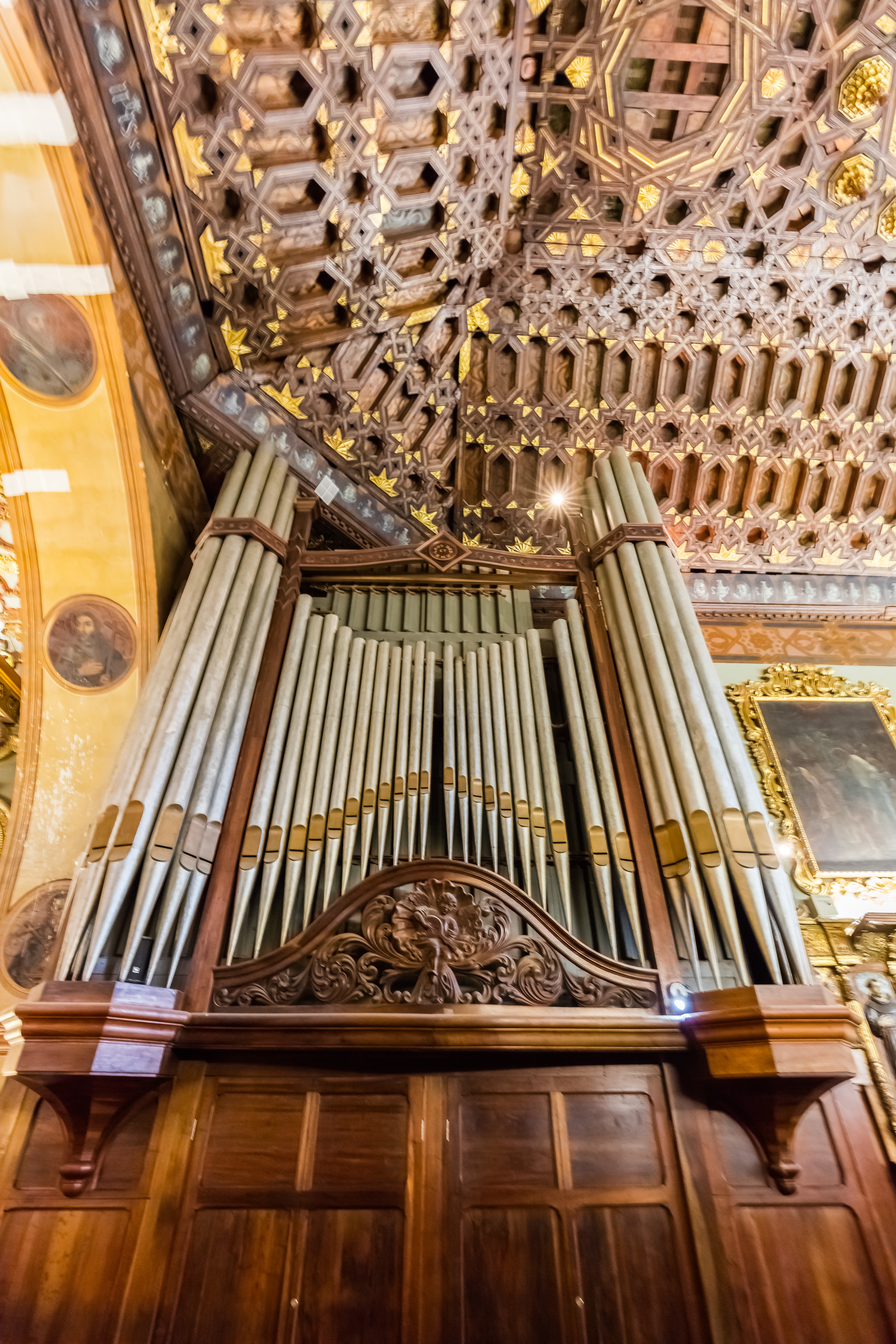
Vista posterior del órgano.

### Capilla de Villacís
El caso más sobresaliente en la segunda mitad del siglo XVII fue el de don Francisco de Villacís que, el 6 de noviembre de 1659, fundó capellanía de diez mil pesos, impuestos a censo sobre sus bienes y de manera especial sobre la Hacienda Guachalá, situada en el valle de Cayambe, constituyéndose en su patrono. Luego de su muerte la capilla debía pasar a sus hijos legítimos, a falta de estos, al natural que tuviese, y no existiendo herederos directos, nombró como su sucesor a su hermano Juan de Villacís. Quedando establecido que los gastos de ornamentación de la capilla correrían a cargo de su patrono, estos habían sido encargados a fray Antonio Rodríguez.
En 1939 los frailes tuvieron dificultades con algunos herederos de Francisco de Villacís, quienes reclamaban derechos sobre la capilla. De manera especial sobre la cripta que les pertenecía y que el Convento había entregado, unos seis años atrás, al señor Pacífico Chiriboga y Borja, creyendo que no existían herederos con derecho a este espacio. Los patronos de la capilla perdieron sus derechos al no aceptar un contrato, por el cual les ofrecían la cripta antigua tras la sacristía, donde se enterraba a los religiosos, a cambio de que entregaran de contado la cantidad de diez mil sucres. De tal forma, en el año de 1947, dentro de un proceso general de la Orden, de puesta en valor de sus tesoros artísticos, la comunidad emprendió la reparación y los arreglos de este espacio. El 26 de octubre de este año, se procedió a la bendición de ésta, destinándose al culto del Sagrado Corazón.

### Capilla del Pilar de Zaragoza
La Capilla de Santa Marta, del Comulgatorio o del Santísimo, al extremo izquierdo del altar mayor, fue dedicada desde la segunda mitad del siglo XVIII al culto de la imagen de la santísima Virgen del Pilar de Zaragoza, traída de España por fray José de Villamar Maldonado, copia exacta de la obra del escultor Pedro de Mena. En el año 1671 se estableció la cofradía y a sus hermanos se les concedió tres años más tarde la antigua bóveda de la Orden Terciaria. Al parecer, ésta estuvo en vigencia hasta mediados del siglo XIX, inscribiéndose sus últimos hermanos en el año 1848.

### Capilla de Cantuña

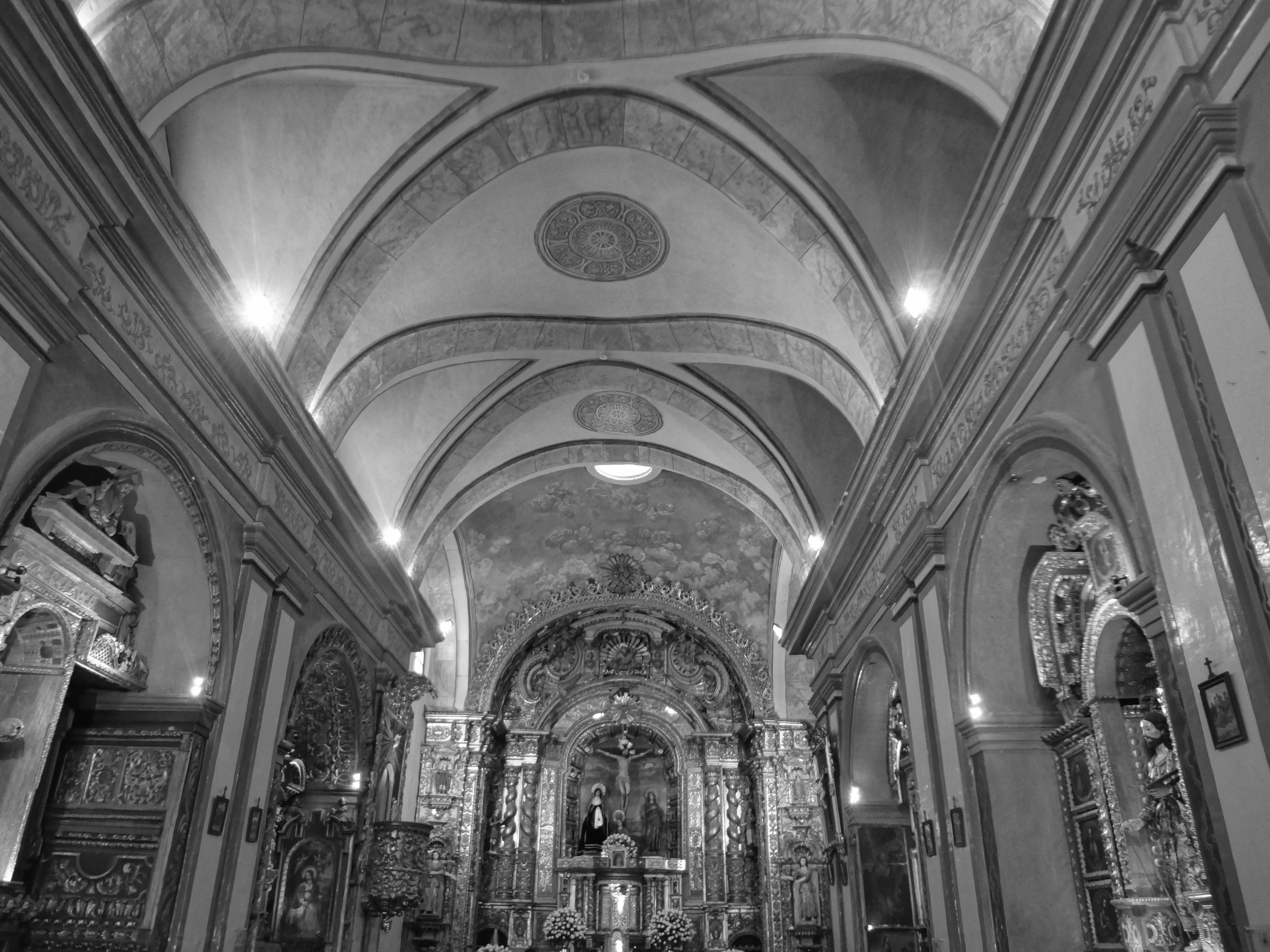
Interior de la Capilla de Cantuña.

Originalmente llamada Capilla de la Cofradía de la Veracruz de Naturales, se trata de una de las capillas laterales del convento, ubicada al extremo sur del atrio, y que está dedicada a la veneración de la Virgen de los Dolores y de San Lucas, el evangelista.
Fue entregada por los franciscanos a la Cofradía de la Veracruz de Naturales, formada por los más hábiles escultores y pintores indígenas de la ciudad de Quito, quienes inmediatamente iniciaron su construcción en 1581. A finales del siglo XVII fue entregada a la Tercera Orden Franciscana y a la Cofradía de la Virgen de los Dolores. Los cofrades de la Veracruz se encapricharon por convertir la capilla en un auténtico relicario de joyas únicas, por lo que la colección de arte que albergó desde su inicio, entre óleos, frescos y esculturas, le han dado fama como una de las más exquisitas del continente y el apelativo de la Capilla Sixtina de América.
La Cofradía de la Veracruz de Naturales entronizó en el altar mayor a la hermosa escultura de San Lucas que había tallado el Padre Carlos, considerada una de las más hermosas en madera policromada que ha dado la imaginería de la escuela quiteña, y que aún puede verse en su altar. Sin embargo, para 1763 los indígenas ya habían perdido todo derecho, y por sucesivos decretos se había autorizado el espacio para el culto de la Virgen de los Dolores, patrona de una cofradía también de pintores y escultures, pero esta vez mestizos y blancos, que había ganado mayor prestigio con el pasar del tiempo.
Según la leyenda recogida por el proto-historiador del Reino de Quito, el padre Juan de Velasco, Cantuña fue hijo de Hualca, quien habría ayudado a Rumiñahui a esconder los tesoros de Quito para librarlos de la codicia hispana. Urgido alguna vez para que revelase el secreto de los bienes que gastaba con prodigalidad a pesar de ser solo un indígena, Cantuña dijo que había hecho pacto con el diablo. Acaso para redimirse de tal pacto, Cantuña colaboró con mucho dinero de su bolsillo para ver la capilla finalizada y que desde entonces lleva su nombre.
Otra versión más coloquial de la leyenda de la Iglesia de San Francisco de Quito trata de Cantuña, el hijo de Hualca, quien se convirtió en un gran arquitecto con el tiempo, pero tenía un mal hábito con la bebida. Se le asignó el trabajo de terminar el convento hasta una determinada fecha y se le envió desde España los recursos necesarios. Para mantener el hábito de beber alcohol, se gastó todo el dinero sin completar la obra. Por su desesperación de llegar a la fecha de entrega hace un pacto con el diablo, quien, a cambio de entregarle su alma, este terminaría la iglesia. De la tierra se alzaron millones de diablos pequeños qué con una velocidad tremenda comenzaron a construir el convento de San Francisco. Cantuña, al ser alguien muy inteligente, se le ocurrió ocultar una pierda para que así el diablo no pueda completar el edificio y él se pueda quedar con su alma.
Desde el punto de vista estético, la Capilla de Cantuña es una iglesia pequeña de una sola nave abovedada, con nervaduras salientes y lunetos. Sobre el presbiterio, que con la nave forma un solo cuerpo, descansa una cúpula con una linterna por donde se filtra la luz que llena todo este espacio. En su parte posterior se encuentra la sacristía y, al ingresar a la nave, un coro pequeño al que se llega a través de una escalera colocada a la derecha del ingreso a la Capilla. Frente a su simplicidad estructural, en Cantuña se hace evidente la ambivalencia entre organización espacial y decoración que, como en la iglesia principal, ha sufrido profundas transformaciones.
2El retablo del altar mayor junto con el púlpito constituyen el elemento decorativo más interesante del espacio. Atribuido a Bernardo de Legarda, su fábrica estaría relacionada al enorme prestigio alcanzado por la Cofradía de la Virgen de los Dolores en la segunda mitad del siglo XVIII. En este retablo, característicamente barroco, hay un claro predominio de los elementos decorativos sobre las imágenes; lo complementa el magnífico grupo del Calvario (del que forma parte la Virgen de los Dolores) colocado en su nicho central, atribuido también al maestro. Legarda talló las columnas, paños, friso, cornisa, arco, remate y docenas de exquisitos elementos ornamentales. Las hornacinas y repisas están llenas de hermosas esculturas que también son de su autoría; finalmente completó el conjunto dando al nicho central un marco de espejos y plata.
La Capilla de Cantuña alberga también trabajos de Caspicara, entre ellas una de sus obras maestras: la Impresión de las Llagas de San Francisco, grupo armonioso y transido de sentimiento devoto, cuya culminación es la admirable expresión del Santo, abismado en el dolor y la iluminación. No menos impresionante es la efigie de San Pedro de Alcántara, que durante mucho tiempo fue atribuida erróneamente al Padre Carlos.

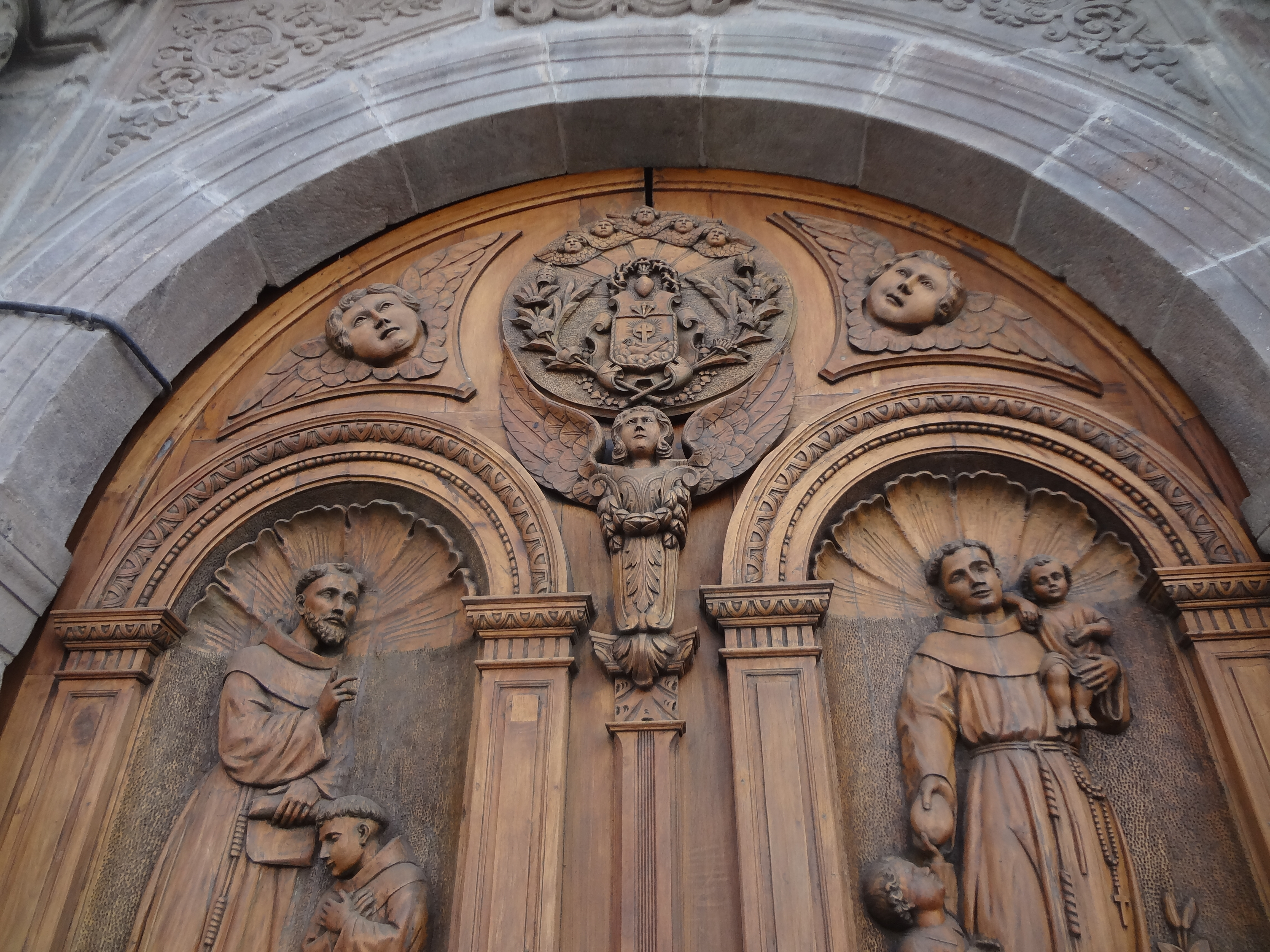
Puerta de ingreso a la Capilla de Cantuña.
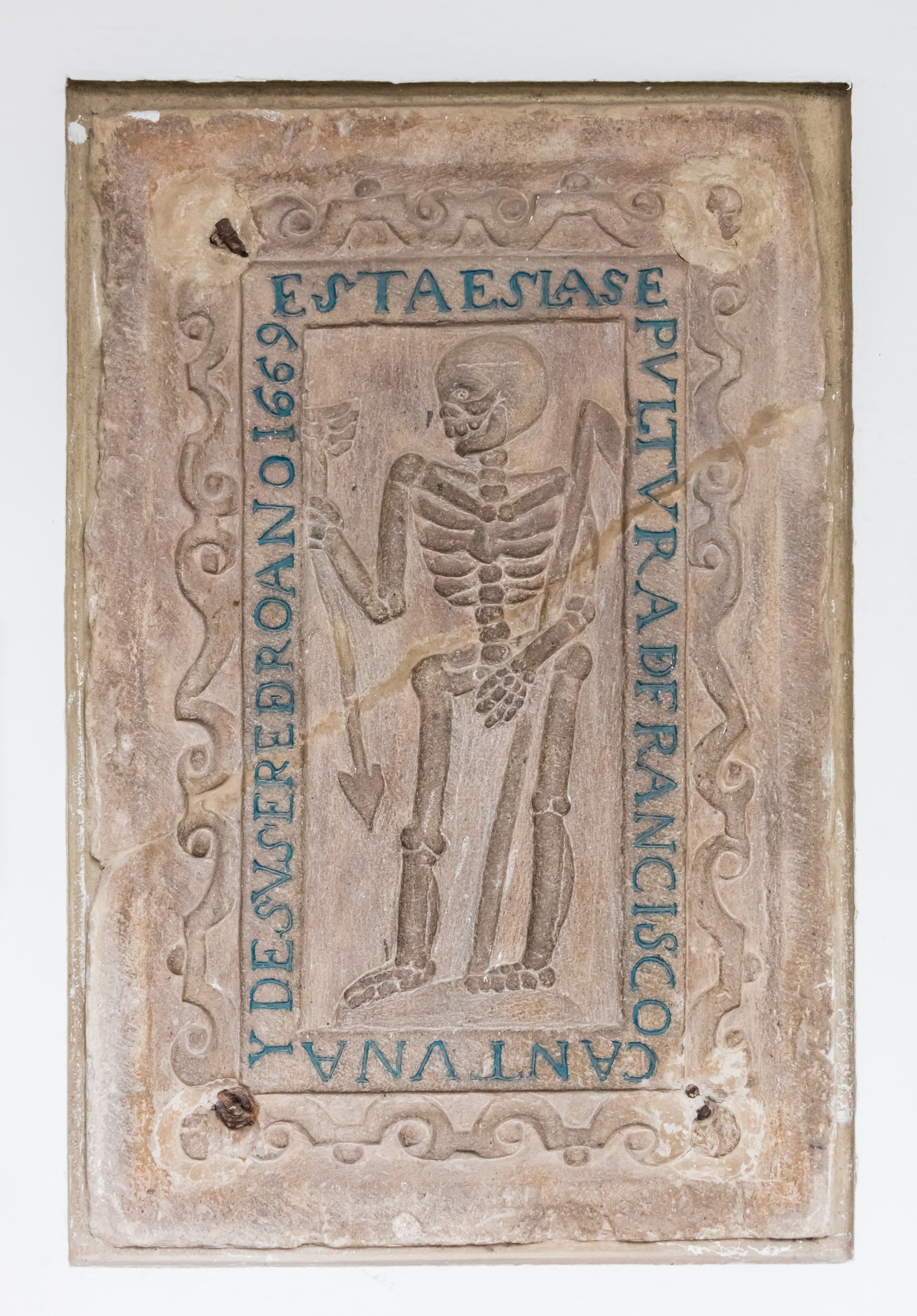
Tumba de Francisco Cantuña y sus herederos.

## Piezas de arte

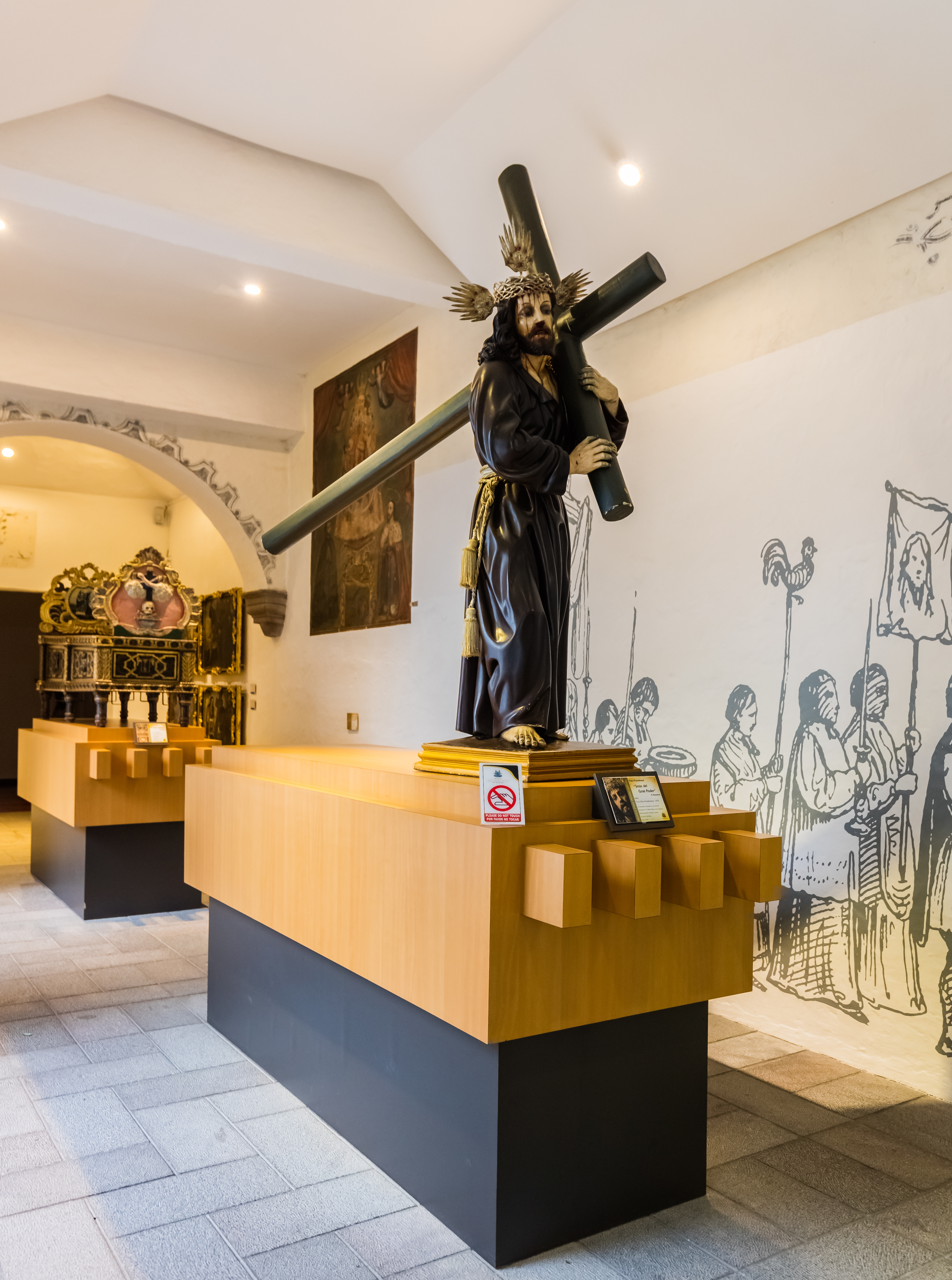
Jesús del Gran Poder, en el Museo de la iglesia.

Siendo la cuna misma de la afamada Escuela Quiteña de arte, a la que vio nacer y desarrollarse entre sus paredes, el conjunto de San Francisco es, sin duda alguna, la mayor galería de este movimiento artístico. Cuenta con más de 3.500 objetos que abarcan un período entre los siglos XVI al XVIII.

### Escultura

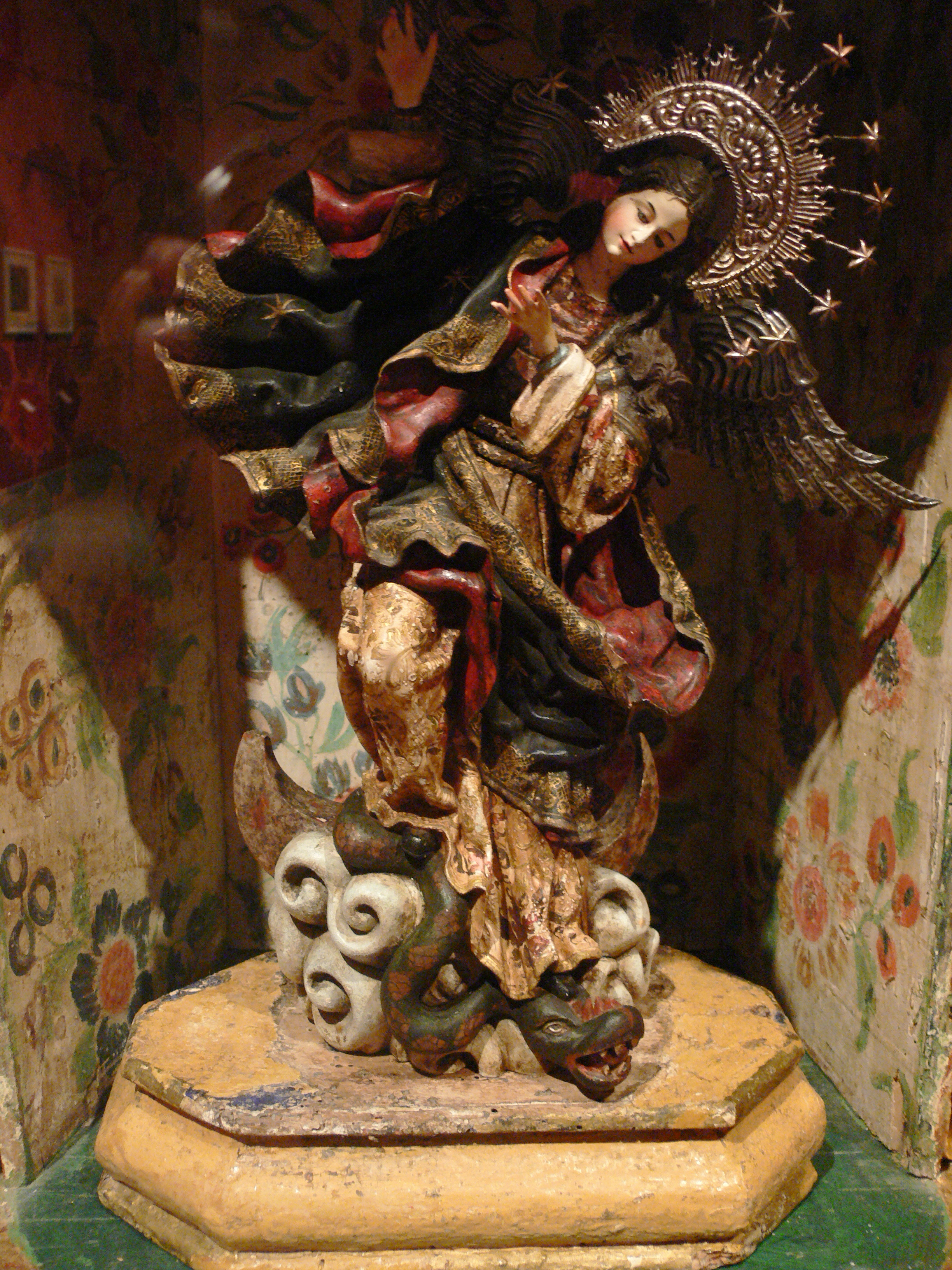
La Virgen de Quito.

Detalle de las esculturas del Coro de la iglesia.

En el altar mayor de San Francisco, dominado por un gran retablo barroco y cubierto de pan de oro, destacan las esculturas de la "Virgen de Quito" de Legarda y del "Jesús del Gran Poder" del Padre Carlos; ambos destacados miembros de la escuela quiteña de arte.
Entre las esculturas más reconocidas que alberga el conjunto de San Francisco, tenemos:
| Escultura                                   | Artista             | Época       |
| ------------------------------------------- | ------------------- | ----------- |
| El Bautismo del Señor                       | Diego de Robles     | siglo XVI   |
| Jesús del Gran Poder                        | Padre Carlos        | siglo XVII  |
| Traición de Judas                           | Pampite             | siglo XVII  |
| Virgen de Quito                             | Bernardo de Legarda | siglo XVIII |
| El Calvario                                 | Bernardo de Legarda | siglo XVIII |
| San Pedro de Alcántara                      | Caspicara           | siglo XVIII |
| La impresión de las llagas de San Francisco | Caspicara           | siglo XVIII |
| Tránsito de la Virgen                       | Caspicara           | siglo XVIII |
| Virgen del Carmen                           | Caspicara           | siglo XVIII |
| San José                                    | Caspicara           | siglo XVIII |

La movilidad que tiene la escultura de la Virgen de Quito, cuya modelo habría sido una inquieta niña sobrina del escultor, genera tal atractivo visual que sus réplicas se han convertido en obsequio emblemático del cabildo quiteño a sus huéspedes extranjeros. El Jesús del Gran Poder es el ícono principal de una de las dos mayores procesiones religiosas de Viernes Santo en Ecuador, que congrega a estratos populares, en un acto de cucuruchos y penitentes, al más puro estilo medieval, que evocan a la española Sevilla.
Las dos naves laterales de la iglesia están llenas de esculturas de santos colocados en retablos cubiertos de pan de oro, ante quienes cientos de fieles se arrodillan todos los días para implorar "intercesiones" milagrosas.

### Pintura
El conjunto monacal y clerical de San Francisco es, además, una enorme pinacoteca en la que se exhiben docenas de pinturas de famosos pintores quiteños y europeos; pero su principal atractivo radica en las obras pertenecientes a la escuela quiteña de arte, estilo que nació en los patios de este convento, y cuya fama trascendió las fronteras y hoy se encuentra en importantes museos de todo el mundo.
Entre las obras pictóricas más relevantes de San Francisco, tenemos:
| Obra                                                      | Autor                     | Época       |
| --------------------------------------------------------- | ------------------------- | ----------- |
| Orden Terciaria serie de 15 pinturas                      | Andrés Sánchez de Gallque | siglo XVI   |
| Genealogía de la Orden Franciscana                        | Desconocido               | siglo XVI   |
| San Francisco de Asís                                     | Francisco Zurbarán        | siglo XVII  |
| Jesús sentenciado a Muerte                                | Miguel de Santiago        | siglo XVII  |
| Jesús con la cruz a cuestas                               | Miguel de Santiago        | siglo XVII  |
| Jesús cae por tercera vez                                 | Miguel de Santiago        | siglo XVII  |
| Verónica limpia el rostro de Jesús                        | Miguel de Santiago        | siglo XVII  |
| El Descendimiento                                         | Bernardo Rodríguez        | siglo XVIII |
| San Camilo de Lelis                                       | Bernardo Rodríguez        | siglo XVIII |
| Inmaculada coronada por la Santísima Trinidad             | Bernardo Rodríguez        | siglo XVIII |
| Los Milagros de San Antonio de Padúa serie de 12 pinturas | Bernardo Rodríguez        | siglo XVIII |

El convento guarda, además, una serie de 16 pinturas de caballete exhibidas en el Zaguán, correspondientes al siglo XVII y atribuidas a Miguel de Santiago. La serie conocida como La vida de San Francisco de Asís, por su parte, es una colección de 27 lienzos de caballete de grandes dimensiones y atribuidas a diferentes artistas, que se encuentran en los corredores del claustro principal.

## Leyendas relacionadas

### El dedo misterioso
Se presume que esta leyenda fue una de las primeras historias en conocerse entre los habitantes de la ciudad de Quito tras su fundación, en 1534. Edgar Freire Rubio, en su libro "Leyendas y Tradiciones", la recoge de la siguiente forma:

En el convento de San Francisco había dos aspirantes a sacerdotes, Leonidas y Antonio, quienes acostumbraban a siempre bromear sobre sus superiores. Una noche caminaban por el patio principal del convento y una persona tocó la campana de la portería, Antonio fue a ver quién era y se llevó una sorpresa, pues una anciana muy fea, que tenía tapado su rostro con un velo y sobresalía su nariz y barbas, preguntó por el padre Anselmo; el joven regresó muy contrariado y le dijo a su amigo que no atendería a esa anciana, cuya nariz era parecida a la de sus superiores. Al cabo de cinco minutos, un dedo se le apareció cerca de la nariz a Antonio.
Con el correr del tiempo, Antonio cayó en una profunda depresión pues el dedo le seguía haciendo señas de que le siga. El seminarista le confesó esta visión a su superior, quien le mandó como penitencia participar de una novena para pedirle a Dios una visión. Luego de los nueve días, el dedo le seguía haciendo señas, el superior le dijo que podría tratarse de una visión de Dios y le aconsejó seguirlo. Antonio comenzó a seguir al dedo, mientras sus amigos y superiores iban tras él; al pasar por un arco, el estudiante se detuvo y giró a la izquierda, hacia donde existe una puerta de piedra que da a la Capilla de Villacís. Dice la leyenda que la puerta se abrió y ordenó a Antonio entrar, sus amigos y superiores también quisieron entrar, pero la puerta se cerró y nunca más se supo qué pasó con el seminarista.

### El atrio de Cantuña
Quizás por la importancia de la mano de obra aborigen durante la construcción del templo, es que precisamente un indígena es a quien la historia señala como protagonista de una de las leyendas más antiguas de Quito, que se relaciona con los orígenes de esta iglesia y se ha mantenido viva en la memoria popular a lo largo de cuatro siglos. De acuerdo a la tradición:

El indígena Cantuña corría el riesgo de ir a la cárcel porque aún no había terminado la obra que le había sido asignada y por la cual le habían pagado por adelantado: el imponente atrio de la iglesia de San Francisco; y pronto expiraría el plazo en el que debía entregarla. Una noche, se le apareció el diablo y le ofreció terminarla en una sola jornada a cambio de su alma. El apremiado Cantuña aceptó la propuesta y a la noche siguiente, miles de afanosos diablillos trabajaron intensamente y al alba la tenían lista. Pero antes de recibirla, el astuto indígena retiró una piedra y la obra, en la práctica, quedó inconclusa. Este detalle le salvó de los horrores eternos del infierno.

Aquella leyenda, contada una y mil veces a lo largo del tiempo y en todos los estratos sociales del país, demuestra en plenitud el valor arquitectónico, artístico y religioso que tiene el templo de San Francisco, arraigado desde hace centurias en la cultura popular.

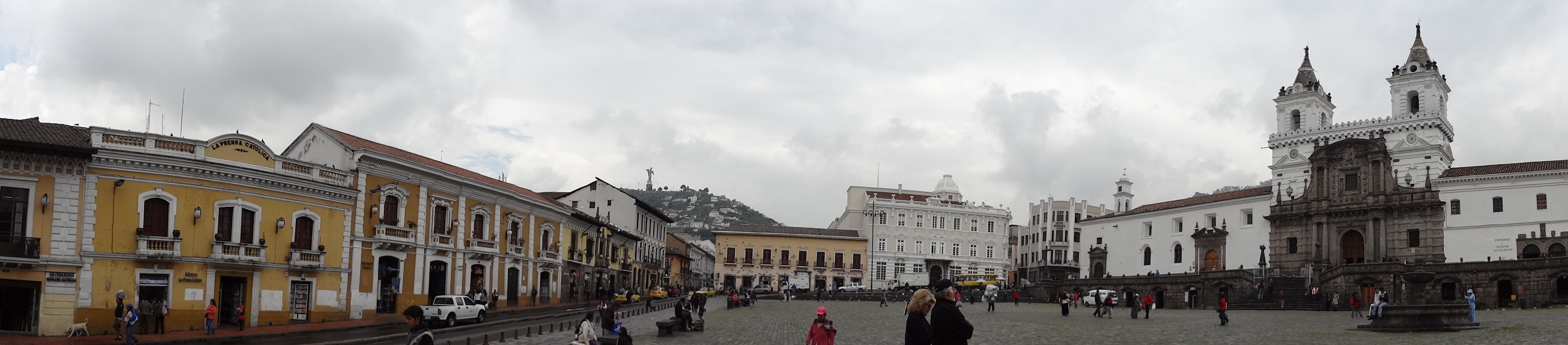
Plaza de San Francisco en el Centro histórico de Quito. De derecha a izquierda, en el edificio de San Francisco, se pueden observar las puertas de la iglesia principal, la Capilla de Villacís y la Capilla de Cantuña. En la esquina de la plaza, el Palacio Gangotena.